# Dragnes
Dragnes est une localité du comté de Nordland, en Norvège.

## Géographie
Administrativement, Dragnes fait partie de la kommune d'Andøy.